# Shaktism

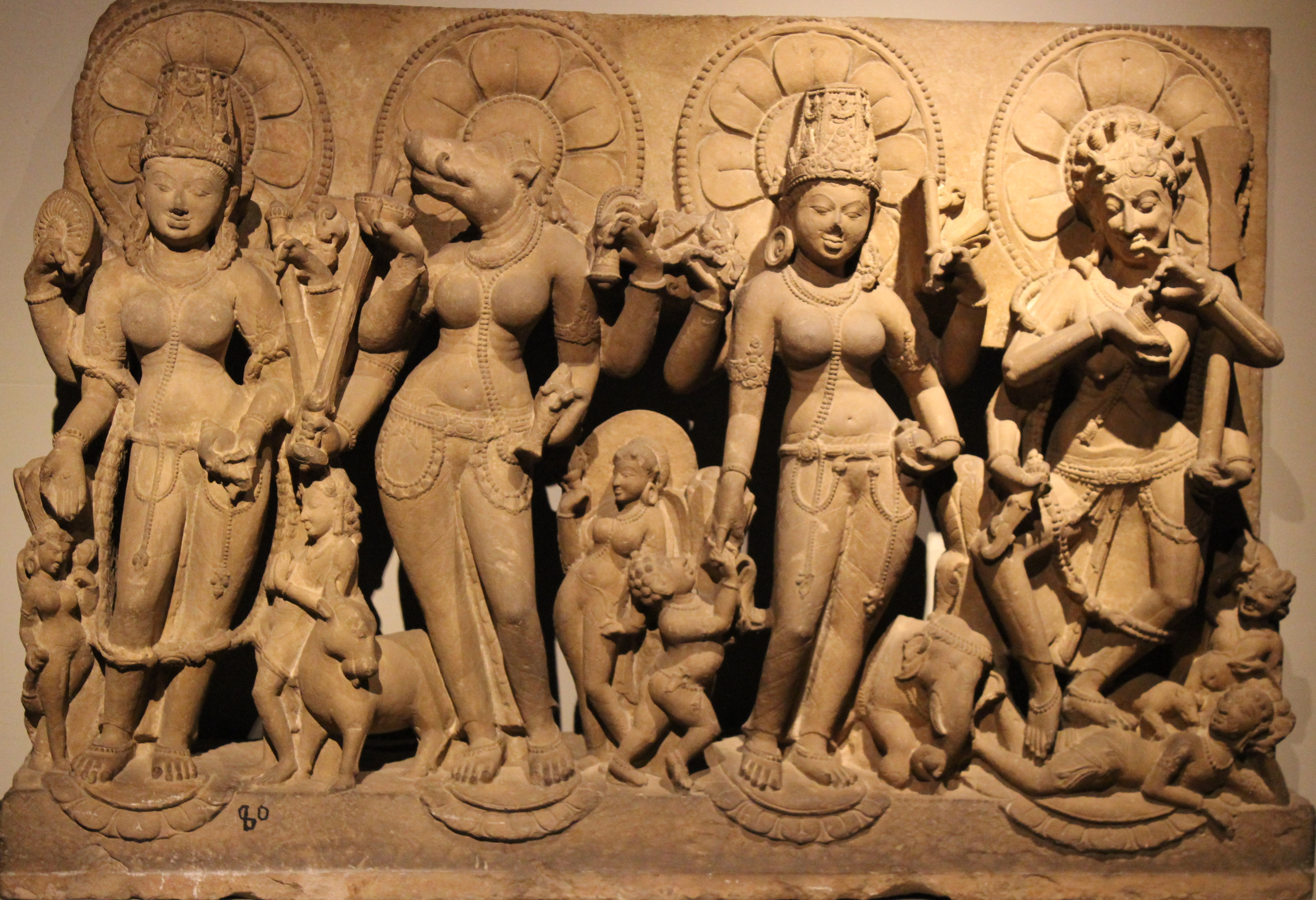
är en gudinno-centrerad tradition inom hinduismen – reliefstatyer av Matrikas från vänster till höger Vaishnavi, Varahi, Indrani och Chamunda.

Shaktism eller shakta (Sanskrit: शाक्त:, Śāktaḥ; Tamil: சாக்தம்) är en trosinriktning inom hinduismen där Gudinnan tillbeds i första hand, även om den maskulina aspekten av gudinnan eller manliga gudar också kan tillbedjas. Gudinnan ses i dessa traditioner som den yttersta verkligheten och är både skapare och frälsare, men själv är hon oskapad. Trots att man tillber många olika gudinnor inom shaktismen så tror man att de alla manifesterar samma gudinna, alltså att alla är Mahadevi, men i olika skepnader. Det finns svårigheter med begreppet shaktism av den anledningen att vissa heliga texter enbart betonar manligheten eller kvinnligheten.
Gudinnan har två sidor. Den ena är god och lugn, medan den andra är vild och farlig. Den godsinta sidan kontrolleras oftast av en manlig gud medan den vilda sidan är bortom de manliga gudarnas kontroll. På grund av detta är det oftast de vilda gudinnorna som tillbes inom shaktismen. Man anser att Gudinnan är den högsta principen, att hon inte styrs av någon. Av den anledningen blir de otämjda gudinnorna såsom Kali och Durga populära.
Det finns bristande källor om shaktismens utveckling men man tror att shaktismen har utvecklats ur shaivismen eftersom det finns likheter mellan de båda riktningarna. Inom shaivismen ses Shiva som den yttersta verkligheten medan det inom shaktismen är Gudinnan som har den positionen. Shiva är då Gudinnans tillbedjare istället. En förklaring från shaktierna till varför de har rätt, och inte shivaiterna, är följande: Shakti var Shivas kvinnliga partner och kraft, utan Shakti skulle Shiva vara ett lik. Shiva är alltså beroende av Shakti för att kunna leva. Shakti är Gudinnan.
Devi-mahatmya är den första viktiga gudinnetexten som är helt tillägnad Gudinnan. I texten hyllas hon som den yttersta verkligheten. Devi-mahatmya är skriven tidigast 600 vt, men troligtvis senare. Shaktismen är mest utbredd i Bengalen och Assam. Speciellt i Bengalen har det varit vanligt att skriva kärlekssånger (bhakti-poesi) till Gudinnan, som blev populärt i och med Ramprasads diktande i mitten av 1700-talet.
Shaktismen förespråkar den kvinnliga gudomen och är även mer radikal i sin kritik mot kastsystemet och brahmanismen. Brahmanismen är mycket kvinnofientlig och shaktismen är än motpol i den frågan. Shaktismen har närmat sig shaivismen, speciellt när det gäller Shivas androgyna drag.